# Vernier (Genève)
Pour les articles homonymes, voir Vernier.
Ne doit pas être confondu avec Veyrier.
Vernier est une ville et une commune du canton de Genève, en Suisse. Elle est la deuxième commune la plus peuplée du canton après Genève.

## Géographie

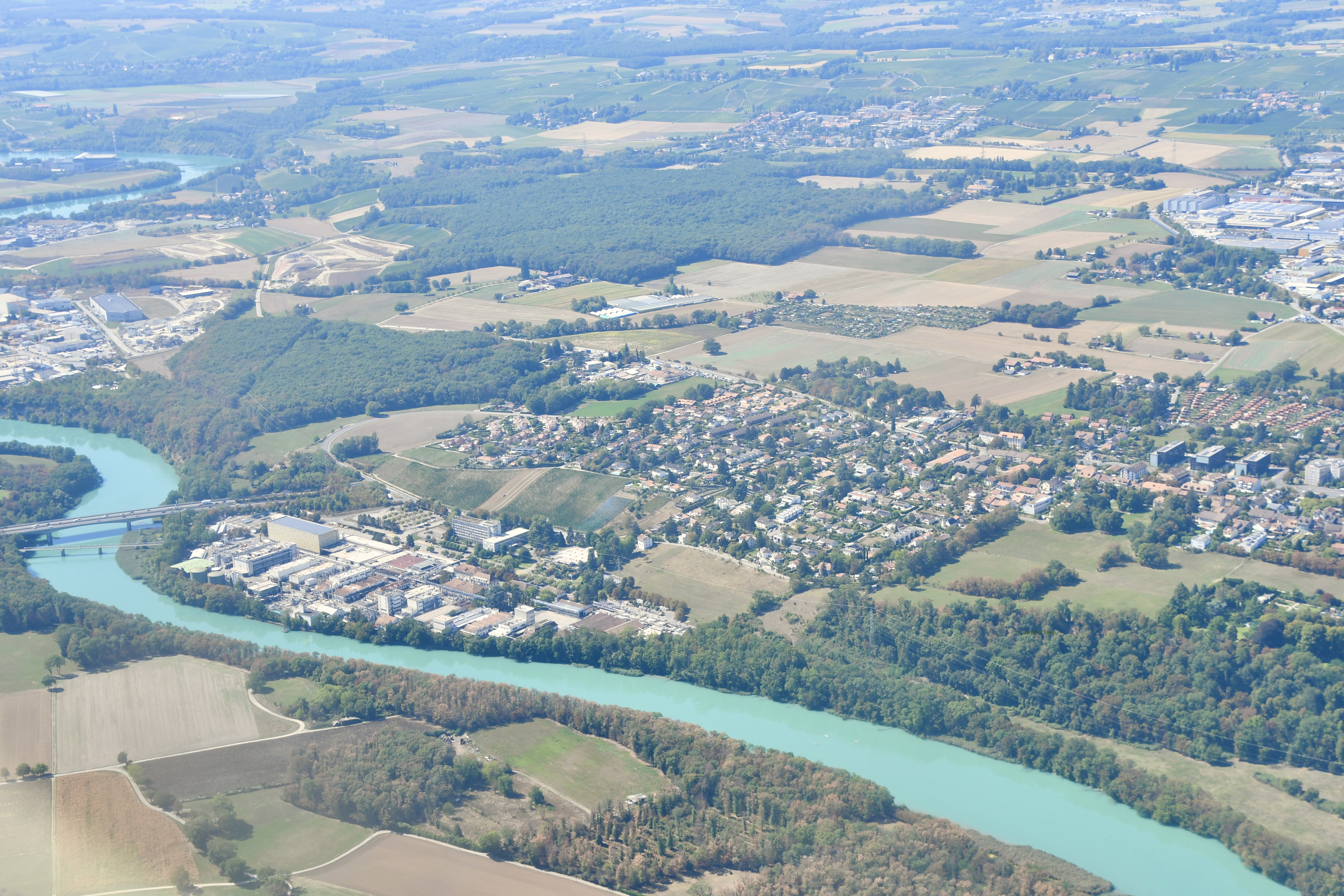
Vue aérienne.

Givaudan, usine de produits chimiques (vers 1930).

Le territoire de Vernier s'étend sur 7,68 km2. Lors du relevé de 2013-2018, les surfaces d'habitations et d'infrastructures représentaient 74,9 % de sa superficie, les surfaces agricoles 10,5 %, les surfaces boisées 9,6 % et les surfaces improductives 4,8 %.
La commune est divisée en 6 quartiers : 
- Vernier-Village ;
- Châtelaine, qui comprend Châtelaine-Village, l'Étang, Balexert et les Libellules ;
- Aïre ;
- Le Lignon ;
- Les Avanchets ;
- Cointrin.

La commune est limitrophe de Genève, Le Grand-Saconnex, Meyrin, Satigny, Lancy, Onex et Bernex.
Son territoire est traversé par une voie verte. La commune dispose aussi de la station d'épuration des eaux usées d'Aïre et du dépôt En Chardon des Transports publics genevois.

## Histoire
L'étymologie de Vernier provient probablement du mot celtique « verne » qui désigne l’aulne. Le village aurait été fondé par une légion romaine.
Vernier suit dans un premier temps le même destin que le pays de Gex. Ancienne baronnie souveraine, il est annexé par les États de Savoie en 1353, puis par le royaume de France en 1601. Le traité de Paris de 1815 permet à la commune d'intégrer le canton de Genève et la Confédération Suisse.
L’usine à gaz de Vernier a été exploitée de 1914 à 1967.

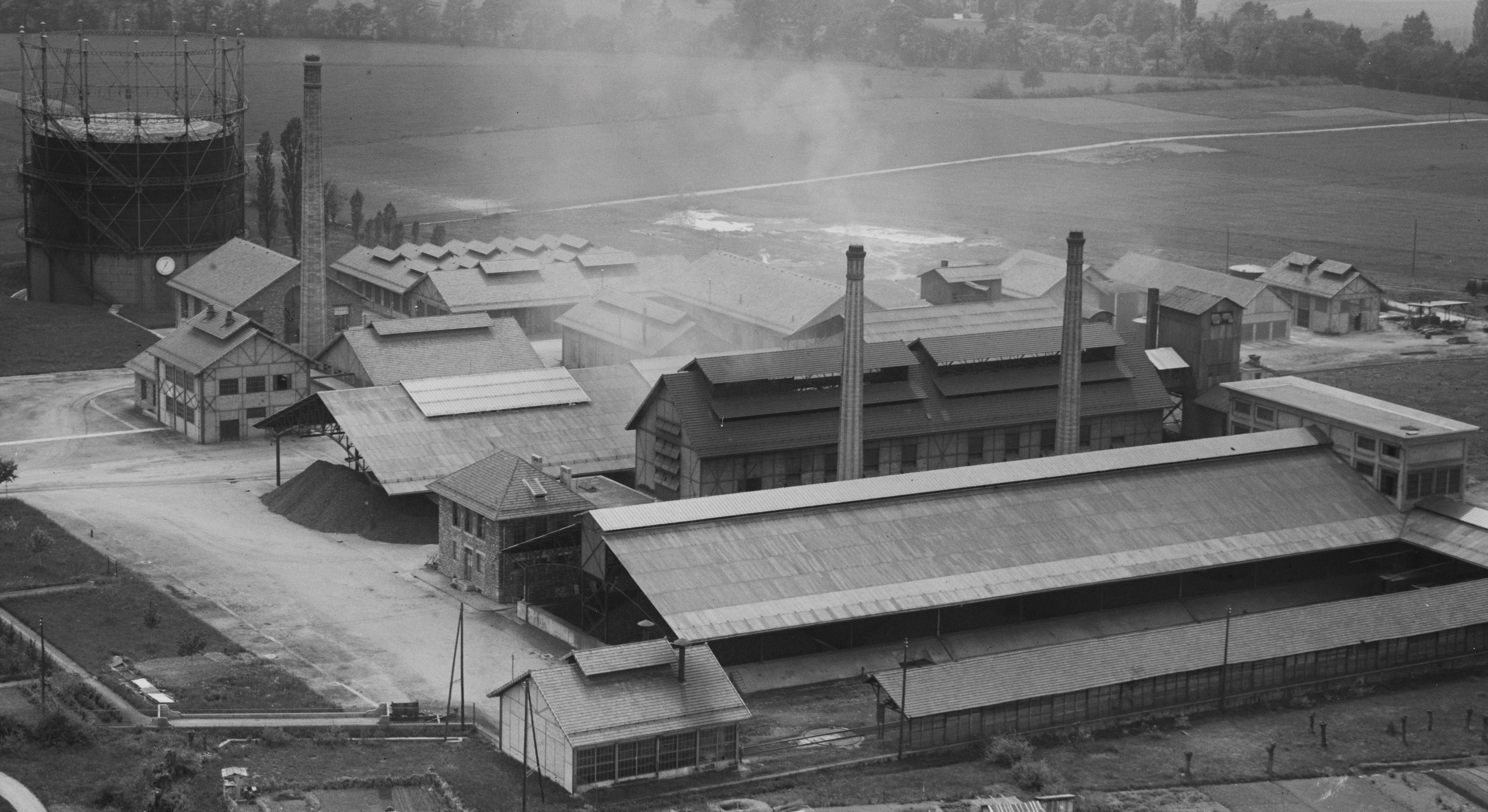
L'usine à gaz en 1925.
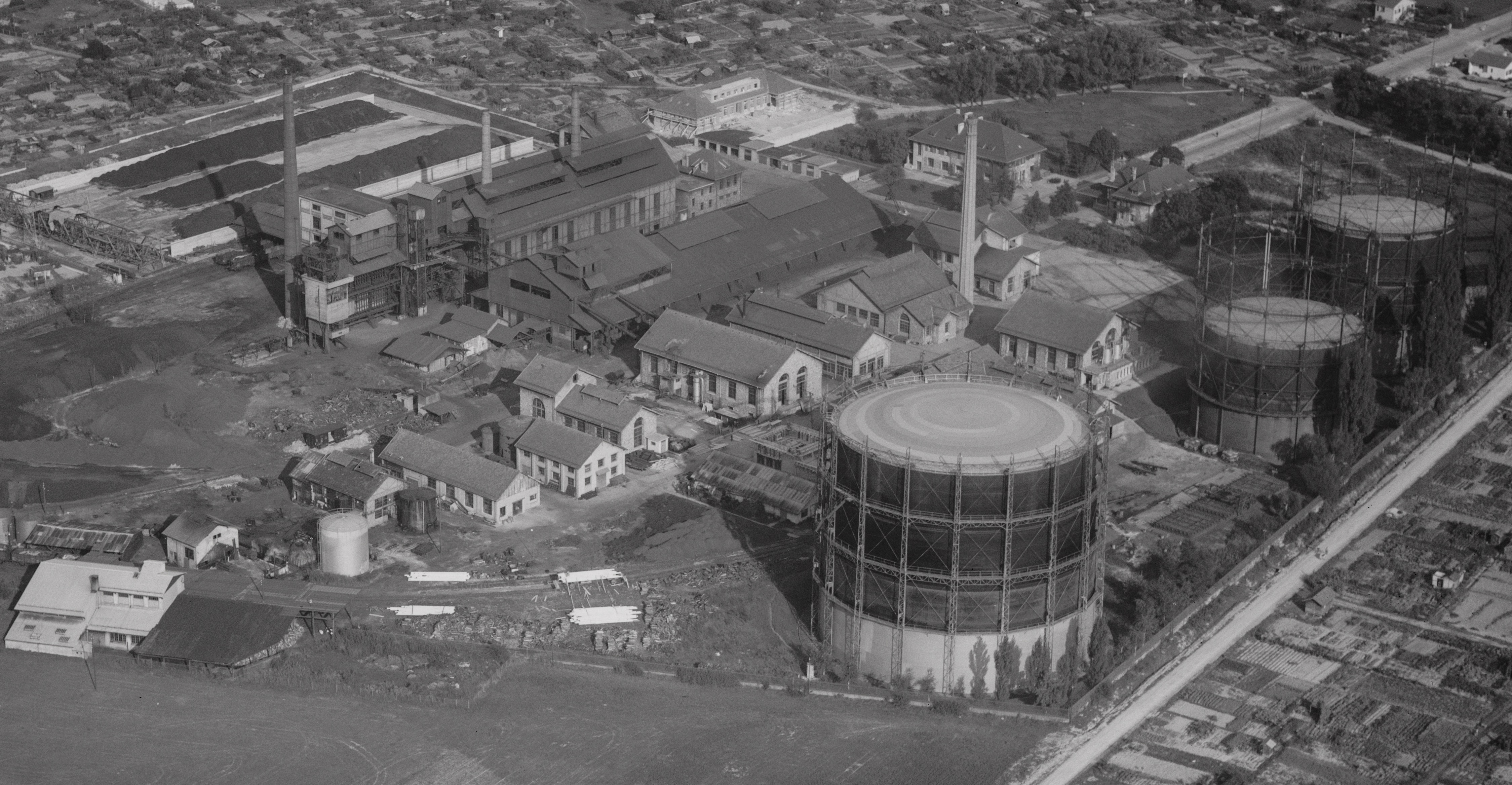
L'usine à gaz en 1948.

Au cours de la seconde moitié du XXe siècle, Vernier connaît une hausse démographique notable liée à l'arrivée massive d’immigrants. Pour s’y conformer, la commune entreprend la création de plusieurs cités comme Le Lignon, Les Avanchets ou encore Les Libellules. Très vite, ces zones rencontrent de nombreux problèmes socio-économiques majeurs.
Dans les années 1990, la commune accueille sur son territoire un foyer d'accueil pour personnes migrantes. D'abord géré par des associations, le centre des Tattes est transféré à l'Hospice général en 2001. Il peut accueillir environ 600 personnes dans 12 immeubles. Dans la nuit du 16 au 17 novembre 2014, un incendie a lieu au foyer des Tattes. Un jeune homme perd la vie et une quarantaine d'habitants sont blessés.

## Politique

### Administration
Le Conseil administratif est composé de 3 conseillers administratifs, dont l'un est nommé maire pour une année. Les trois conseillers se répartissent les dicastères pour la législature de 5 ans. L'exécutif de la commune, entré en fonction le 11 juin 2025, se compose de la façon suivante :
| Identité           | Étiquette | Étiquette | Fonction (Période 2025-2026) | Dicastères |
| ------------------ | --------- | --------- | ---------------------------- | --- |
| Gian-Reto Agramunt |           | PLR       | Maire                        | Communication, Culture et Bibliothèques Guichet prestations Finances Ressources humaines Technologies de l’information |
| Mathias Buschbeck  |           | Les Verts | Conseiller administratif     | Aménagement du territoire Bâtiments Stratégie énergétique et développement durable Environnement urbain                |
| Martin Staub       |           | PS        | Conseiller administratif     | Cohésion sociale Enfance, petite enfance, écoles et parascolaire Sécurité Sports                                       |

Le Conseil municipal est composé de 37 membres. Il est dirigé par un bureau composé d'un président, d'un vice-président et d'un secrétaire. Des commissions, dans lesquelles les partis élus au conseil municipal sont représentés par 1 ou 2 commissaires, proportionnellement à leur nombre de sièges en plénière, traitent des sujets particuliers : finances, bâtiments, affaires sociales, etc.
Les élections municipales du 23 mars 2025 n'ont pas permis le renouvèlement du Conseil municipal, son élection ayant été annulée pour fraude. Depuis le 1er juin 2025, il ne siège plus dans l'attente de nouvelles élections. Les résultats étaient les suivants :
| Parti                                | Voix  | Suffrages en % | +/-   | Sièges  | +/- |
| ------------------------------------ | ----- | -------------- | ----- | ------- | --- |
| Parti socialiste (PS)                | 1’786 | 26,06 %        | 2,17  | 11 / 37 | 0   |
| Mouvement citoyens genevois (MCG)    | 1’197 | 18,00 %        | 3,92  | 7 / 37  | 1   |
| Libertés et Justice sociale (LJS)    | 1’185 | 16,58 %        | 16,58 | 6 / 37  | 6   |
| Parti libéral-radical (PLR)          | 850   | 12,57 %        | 0,02  | 5 / 37  | 1   |
| Les Verts (PES)                      | 724   | 10,74 %        | 6,60  | 4 / 37  | 3   |
| Union démocratique du centre (UDC)   | 649   | 9,55 %         | 0,61  | 4 / 37  | 1   |
| Le Centre (LC) - Vert'libéraux (PVL) | 438   | 6,51 %         | 2,45  | 0 / 37  | 3   |

### Liste des conseillers administratifs
| Période                                  | Période     | Identité             | Étiquette | Étiquette | Qualité |
| ---------------------------------------- | ----------- | -------------------- | --------- | --------- | --- |
| Les données manquantes sont à compléter. |             |                      |           |           | |
| 1er juin 1935                            | 1941        | Christian Turig      |           | PLS       | |
| 1er juin 1935                            | 31 mai 1947 | Edmond Pictet        |           | ICS       | Député au Grand Conseil du canton de Genève de 1920 à 1948 |
| 1941                                     | 31 mai 1947 | Alexis Cogne         |           | PLS       | |
| 1er juin 1947                            | 31 mai 1963 | Georges Magnin       |           | PdT       | Député au Grand Conseil du canton de Genève de 1945 à 1954 |
| 1er juin 1947                            | 31 mai 1963 | Constant Wagenknecht |           | ICS       | |
| 1er juin 1951                            | 31 mai 1967 | Pierre Pittard       |           | PRD       | Député au Grand Conseil du canton de Genève de 1957 à 1958 puis de 1965 à 1971 |
| 1er juin 1963                            | 31 mai 1967 | René Emmenegger      |           | ICS       | -Conseiller administratif de Genève de 1975 à 1991 -Maire de Genève en 1976-1977, 1980-1981, 1985-1986 et 1989-1990 -Président du PDC genevois de 1971 à 1975 -Député au Grand Conseil du canton de Genève de 1961 à 1981                                                      |
| 1er juin 1963                            | 31 mai 1967 | Philippe Aubert      |           | PS        | |
| 1er juin 1967                            | 31 mai 1975 | Roland Baertschi     |           | PDC       | |
| 1er juin 1967                            | 1976        | Albert-Henri Widmer  |           | PLS       | |
| 1er juin 1967                            | 31 mai 1983 | Fritz Haemmerli      |           | PRD       | |
| 1er juin 1975                            | 31 mai 1979 | François Satin       |           | PDC       | |
| 1976                                     | 31 mai 1983 | Fulvio Moruzzi       |           | PS        | |
| 1er juin 1979                            | 31 mai 1983 | Charles Broye        |           | PdT       | |
| 1er juin 1983                            | 31 mai 1991 | François Satin       |           | PDC       | Retrouve son poste perdu 4 ans plus tôt |
| 1er juin 1983                            | 31 mai 1991 | Solange Schmid       |           | PS        | |
| 1er juin 1983                            | 31 mai 1995 | André Chillier       |           | PRD       | |
| 1er juin 1991                            | 31 mai 2003 | Gabrielle Falquet    |           | PS        | Députée au Grand Conseil du canton de Genève de 2005 à 2008 |
| 1er juin 1991                            | 31 mai 2003 | Christophe Iseli     |           | ICS       | |
| 1er juin 1995                            | 31 mai 1999 | Marc-Henri Brelaz    |           | AdG       | |
| 1er juin 1999                            | 31 mai 2007 | Nelly Buntschu       |           | AdG       | |
| 1er juin 2003                            | 31 mai 2007 | Georges Zufferey     |           | PLS       | |
| 1er juin 2003                            | 16 mai 2018 | Thierry Apothéloz    |           | PS        | -Maire en 2003-2004, 2006-2007, 2007-2008, 2010-2011, 2011-2012, 2014-2015 et 2015-2016 -Député au Grand Conseil du canton de Genève de 2001 à 2003 -Président de l'Association des communes genevoises de 2015 à 2018 -Conseiller d'État du canton de Genève depuis juin 2018 |
| 15 octobre 2008                          | 31 mai 2011 | Thierry Cerutti      |           | MCG       | -Maire en 2009-2010 -Député au Grand Conseil du canton de Genève depuis novembre 2005 |
| 1er juin 2007                            | 31 mai 2020 | Yvan Rochat          |           | Les Verts | -Maire en 2008-2009, 2012-2013 et 2017-2018 -Député au Grand Conseil du canton de Genève de mai 2018 à juin 2020 - secrétaire général de la commune de Genthod |
| 1er juin 2011                            | 31 mai 2020 | Pierre Ronget        |           | PLR       | -Maire en 2013-2014, 2016-2017 et 2018-2019 -Député au Grand Conseil du canton de Genève de décembre 2011 à septembre 2016 |
| 14 octobre 2018                          | en cours    | Martin Staub         |           | PS        | -Député au Grand Conseil du canton de Genève en 2018 -Maire en 2019-2020, 2020-2021 et 2024-2025 |
| 1er juin 2020                            | en cours    | Matthias Buschbeck   |           | Les Verts | -Député au Grand Conseil du canton de Genève de 2013 à 2020 -Maire en 2021-2022 et 2023-2024 |
| 1er juin 2020                            | en cours    | Gian-Reto Agramunt   |           | PLR       | Maire en 2022-2023 et depuis 2025 |

## Population et société

### Démographie

#### Évolution de la population
La commune compte 37 460 habitants au 31 décembre 2023 pour une densité de population de 4 878 hab/km2. Sur la période 2010-2023, sa population a augmenté de 14,1 % (canton : 14,6 % ; Suisse : 9,4 %).  

#### Pyramide des âges
En 2023, le taux de personnes de moins de 30 ans s'élève à 35,8 %, au-dessus de la valeur cantonale (33,7 %). Le taux de personnes de plus de 60 ans est quant à lui de 21,2 %, alors qu'il est de 22,2 % au niveau cantonal.
La même année, la commune compte 18 671 hommes pour 18 789 femmes, soit un taux de 49,8 % d'hommes, supérieur à celui du canton (48,3 %).
| Hommes | Classe d’âge | Femmes |
| ------ | ------------ | ------ |
| 0,5    | 90 ans ou +  | 1,0    |
| 6,0    | 75 à 89 ans  | 8,2    |
| 12,7   | 60 à 74 ans  | 13,9   |
| 21,5   | 45 à 59 ans  | 20,9   |
| 22,0   | 30 à 44 ans  | 21,7   |
| 19,5   | 15 à 29 ans  | 18,4   |
| 17,8   | - de 14 ans  | 15,9   |

| Hommes | Classe d’âge | Femmes |
| ------ | ------------ | ------ |
| 0,7    | 90 ans ou +  | 1,5    |
| 6,5    | 75 à 89 ans  | 8,8    |
| 13,0   | 60 à 74 ans  | 13,8   |
| 21,7   | 45 à 59 ans  | 21,5   |
| 22,9   | 30 à 44 ans  | 22,4   |
| 18,6   | 15 à 29 ans  | 17,2   |
| 16,7   | - de 14 ans  | 14,8   |

### Sports
La Ville de Vernier compte quatre clubs de football : le FC Vernier à Vernier-village, le FC City aux Libellules,le FC Aïre-Le-Lignon dans les deux quartiers éponymes et Avanchet-Sport FC.

## Enseignement
Les établissements publiques:
- Établissement scolaire d'Aïre-Le Lignon
- Établissement scolaire des Avanchets (Avanchet-Jura et Avanchet-Salève)
- Établissement scolaire de l'Étang - Bourquin - Balexert - Châtelaine
- Établissement scolaire des Libellules - Emilie-de-Morsier
- Établissement scolaire de Vernier-Village (Poussy, des Ranches, des Ranches-Village, et Vernier-Place)

Les établissements privés:
- École Allemande de Genève (de)

## Culture et patrimoine
- Salle du Lignon[25]
- Fanfare Municipale de Vernier
- Festival Vernier sur Rock
- Centre culturel Concorde (à construire)[26]
- Arcade des arts vivants de la Cie Zanco à Châtelaine[27]

### Héraldique
| Blason | Blasonnement : Coupé de sinople à la roue de moulin d'or, et de gueules à la truite au naturel; une fasce ondée d'argent brochant sur le tout. |

### Personnalités liées à la commune
- François-Marc-Louis Naville (1784-1846), éducateur
- Ernest Houssay (1844-1912), religieux
- Daniel Baud-Bovy (1870-1958), écrivain et historien d'art